# Morale jaïna
 (octobre 2018).
 (octobre 2018).
- Si vous ne connaissez pas le sujet, laissez ce bandeau (vous pouvez alors contacter les auteurs).
- Si vous supprimez le contenu mis en cause (vous pouvez préalablement contacter les auteurs),

argumentez précisément cette suppression dans la page de discussion
(un manque de référence n'est pas un argument ; une recherche réelle de référence doit avoir été effectuée, être formellement documentée).
 (novembre 2006).
La morale jaïne est la dimension morale du jaïnisme. Selon elle, il n’y a pas de conflit entre les devoirs qu’aurait l’Homme envers lui-même et ceux qu’il aurait envers la société : le bien individuel rejoint le bien commun. Elle postule par ailleurs de l’existence d’une âme susceptible d’évoluer par le biais d’actions solidaires.
La société des jaïns est aussi duale que leur univers, où tout est néanmoins interdépendant. D'une part, il y a les moines et les nonnes qui pratiquent l'ascétisme et tâchent de faire de leur vie en ce monde la dernière. D'autre part, il y a les laïcs qui poursuivent des pratiques moins rigoureuses, mais toujours selon le même code moral commun avec les ascètes, en s'efforçant de faire notamment de bonnes actions, des pénitences et en dominant leurs passions pour espérer une meilleure incarnation dans leur vie suivante. Les règles de conduite jaïnes ont été instituées de façon que toute personne puisse les suivre. Celles des laïcs sont moins rigides que celles des ascètes, parce que les laïcs ne renoncent pas aux activités du monde. La modération est la règle pour le laïc, en ce qui concerne l'observation des vœux, alors que leur rigueur est extrême pour l'ascète. La raison évidente de cette différence vient de ce que les laïcs doivent assurer leurs moyens d'existence, s'occuper de leur famille et s'adapter aux conditions, sociales et politiques, de la société dans laquelle ils vivent. Les ascètes n'ont pas ces contraintes. Ils abandonnent tout, avec pour seul but de suivre la voie spirituelle. Ils doivent observer les vœux de façon très rigoureuse en contrôlant en permanence leurs sens et en dominant leurs passions, grâce aux enseignements religieux et à la discipline spirituelle. Toutefois, en raison de l'éthique « stricte » consubstantielle au jaïnisme, les laïcs (hommes et femmes) doivent normalement choisir une profession et un mode de vie compatible avec leur foi, les métiers non violents, tels certains du commerce, ou de l'enseignement, sont majoritairement choisis (dans le Sud de l'Inde néanmoins, au Tamil Nadu par exemple, c'est la pratique de l'agriculture qui demeure le métier des laïcs jaïns).

## Les prescriptions du code moral
Les penseurs anciens jaïns estimaient que la morale était une partie des spéculations métaphysiques et théologiques et, par suite, ils faisaient des principes moraux une partie de leur religion. En procédant ainsi, ils s'efforçaient de montrer la relation entre l'homme et l'univers et son but dans la vie. Bien que la conduite de l'homme dans la société soit le domaine normal de la morale, les penseurs jaïna ont associé celle-ci aux idées et aux idéaux métaphysiques.
Le premier précepte, pour un jaïn, lui demande d'entretenir une Foi intelligente et raisonnée dans sa religion. Cette Foi doit être orthodoxe, c'est-à-dire exempte d'idées fausses sur Dieu, sur les écritures et sur les précepteurs. Elle agit comme une inspiration pour acquérir la Connaissance juste, qui doit se refléter, dans la vie de tous les jours, par une Conduite correcte.
En indiquant la voie du salut, le jaïnisme prescrit des règles de conduite précises à observer par ses fidèles. Toutes sont dirigées vers les buts essentiels que sont l'élimination du karma et la libération de l'âme. Outre les règles à observer, les vertus correspondantes doivent être pratiquées.
Les règles de conduite jaïna ont été instituées de façon que toute personne puisse les suivre. Celles des laïcs sont moins rigides que celles des ascètes, parce que les laïcs ne renoncent pas aux activités du monde. La raison évidente de cette différence vient de ce que les laïcs doivent assurer leurs moyens d'existence et ceux des ascètes, s'occuper de leur famille et s'adapter aux conditions sociales et politiques de la société dans laquelle ils vivent. Les ascètes n'ont pas ces contraintes. Ils abandonnent tout, avec pour seul but celui de poursuivre la voie spirituelle. Ils peuvent observer les vœux complètement, car ils contrôlent totalement leurs sens et ils dominent leurs passions facilement, grâce aux enseignements religieux et à la discipline spirituelle.
Les disciples de la religion jaïna se composent traditionnellement de quatre groupes: les laïcs hommes (shrâvaka), les laïques femmes (shrâvikâ), les ascètes hommes (sâdhu, muni, yati) et les ascètes femmes (sâdhvi, âryikâ).
Cette division est faite d'après le sexe et d'après la rigueur avec laquelle les fidèles pratiquent les règles de conduite. Celles qui concernent les deux catégories d'ascètes sont à peu près identiques et doivent être observées avec une extrême rigueur. Celles qui concernent les deux catégories de laïcs sont semblables à celles des ascètes, mais ils peuvent les pratiquer avec une moindre sévérité et suivant leurs propres capacités.
Dans chaque groupe, la conduite est déterminée par les vœux, que les intéressés doivent faire et observer dans leur vie quotidienne.

## Le code moral des laïcs (shrâvaka-dharma)
Un laïc est quelqu'un qui écoute et qui suit les principes religieux, qui a foi dans sa religion, et qui est d'accord pour observer ses préceptes, suivant ses aptitudes.
Comme les hommes et les femmes diffèrent, dans leur possibilité de compréhension et dans la fermeté de leur volonté, un certain nombre de penseurs jaïna ont adopté la triple division qui suit :
- le laïc qui observe la non-violence est un pâksikashravaka. Il a une foi solide dans sa religion, il pratique les vertus de base (mûla-guna) du laïc et les petits vœux (anu-vrata), et il est assidu dans le rituel (pûjâ);

- le laïc qui suit les étapes (pratimâ). Parvenu à la onzième étape, il abandonne la vie de laïc et pratique les vertus des ascètes. Il semble que, s'il retombe dans l'erreur, il doit rétrograder au niveau précédent. Parvenu au sommet des étapes, on le qualifie de naisthika shrâvaka;

- le laïc, dit sâdhaka shrâvaka, est celui qui met fin à son existence humaine par une dernière purification, en réalisant le rite de la mort pacifique par le jeûne (sallekhanâ).

Le code moral jaïna prescrit pour les laïcs comprend: l'observation de douze vœux, le franchissement de onze étapes dans la vie, la pratique de six devoirs quotidiens.

### Les douze vœux  du laïc
Un vœu (vrata) est une prise de résolution solennelle, après mûre réflexion, d'observer une règle de conduite particulière. Il est fait devant un ascète, sur ses conseils, ou volontairement, pour se protéger des fautes possibles du comportement. Son but est de contrôler son esprit et de se maintenir sur la bonne voie spirituelle. Il procure de la fermeté à la volonté, et protège son auteur des tentations mauvaises et d'une vie non contrôlée. Il donne un but à l'existence et une orientation saine aux pensées et aux actions. Il permet d'augmenter le contrôle de soi et de se protéger des pièges d'une vie sans contrainte.
Avant de commencer à observer les vœux qui caractérisent le premier degré de la Conduite juste, le laïc doit essayer d'éviter les cinq défauts (atîchâra) suivants : le doute (shankâ), le dégoût de quelqu'un ou de quelque chose (vichikitsâ), le désir du plaisir des sens (kânkshâ), l'admiration de mauvais croyants (anyadrishti-prashamsâ) et l'éloge de ceux-ci (anyadrishti-samstava).
Dans sa vie de tous les jours, le laïc doit observer douze vœux qui se subdivisent en cinq petits vœux (anu-vrata), trois vœux multiplicateurs (guna-vrata), et quatre vœux supplémentaires (shikshâ-vrata).
Ces vœux forment la partie centrale du code moral. Le laïc doit faire, dans sa carrière spirituelle, des progrès constants dans leur observation.

#### Les cinq vœux principaux ouMahavratas
Ces cinq vœux, dénommés Mahavratas nous l'avons vu, sont les suivants: 1) ne pas exercer de violence envers les êtres vivants (ahimsâ), 2) ne pas mentir (satya, « vérité »), 3) ne pas voler (asteya), 4) ne pas commettre d'impureté sexuelle (brahmacharya), 5) ne pas avoir d'avidité pour les biens terrestres (aparigraha). 
Si ces vœux sont observés très strictement, ce qui doit être fait par les ascètes, on les qualifie de grands vœux (mahâvrata). S'ils sont observés moins rigoureusement et en fonction de ses capacités, ce qui est le cas des laïcs, on les qualifie de petits vœux (anu-vrata).
Pour bien se fixer ces vœux dans la tête, il y a cinq sortes de méditations (bhâvanâ), correspondant à chacun, que le pratiquant doit faire sans cesse.
Les méditations sur les cinq catégories de fautes que ces vœux ont pour but de faire éviter sont destinées à faire comprendre au disciple que ces fautes sont, en fait, de la souffrance personnifiée et qu'elles ont un caractère dangereux et condamnable, aussi bien dans ce monde que dans le suivant.
De plus, le fidèle doit méditer sur les quatre vertus suivantes qui sont à la base des cinq vœux: l'amitié pour tous les êtres vivants (maitrî), la joie de voir les autres plus avancés que soi sur la voie de la libération (pramoda), la compassion pour ceux qui sont malheureux (kârunya), l'indifférence envers ceux qui sont discourtois ou qui se conduisent mal (mâdhyasthya).
Enfin, sont considérées comme les huit vertus de base ou primaires des laïcs (mûlaguna): les cinq petits vœux que nous venons de revoir, et l'abstention de consommer les trois M que sont: madya (le vin), mâmsa (la viande), et madhu (le miel). Afin de minimiser les dommages aux êtres vivants, une abstinence totale de ces trois M (makâra) est préconisée.

#### Les trois vœux multiplicateurs ouGuna vratas
En plus des cinq petits vœux, le laïc doit faire trois petits vœux dits multiplicateurs (Guna vratas) qui augmentent la valeur des précédents : 1) limiter, sa vie durant, son activité terrestre à des lieux fixés dans toutes les directions (digvrata), 2) limiter son activité terrestre à un secteur déterminé (deshavrata), 3) ne pas commettre de mauvaises actions ou des actions licencieuses (anarthadanda-vrata).

#### Les quatre vœux supplémentaires ouSiksa vratas
Ces quatre vœux (Siksa vratas) sont destinés à préparer le laïc à suivre la discipline prescrite pour les ascètes. Ce sont les vœux de: 1) consacrer, chaque jour, du temps à la méditation de soi, pour son progrès spirituel (sâmâyika), 2) jeûner quatre jours par mois (prosadhopavâsa), 3) limiter, chaque jour, son plaisir concernant des choses consommables ou non (upabhogaparibhoga parimâna) et 4) ne prendre son repas qu'après avoir donné à manger aux ascètes, ou en leur absence aux laïcs pieux dans le besoin (atithi-samvibhâga).
Outre ces douze vœux, le laïc doit éviter, pour chacun, cinq sortes de défauts ou de transgressions.
Enfin, lorsqu'il se trouve confronté à une calamité, à la famine, à la vieillesse, ou à une maladie pour laquelle il n'y a pas de remède, il doit abandonner pacifiquement son corps, inspiré par un idéal religieux très élevé, avec l'accord de tous et la certitude personnelle que l'âme est différente du corps. Le sallekhanâ s'ajoute comme un extra aux douze vœux du laïc. Il y a à son sujet, comme pour les autres, cinq transgressions qui doivent être évitées: 1) souhaiter que la mort survienne au plus tard, 2) espérer une mort rapide, 3) entretenir la peur de savoir comment on affrontera la mort, 4) se souvenir de ses amis ou de ses parents au moment de la mort, 5) penser qu'une récompense est assurée comme résultat du sallekhanâ.
Le trait significatif de ces vœux c'est qu'en les pratiquant le laïc participe, en fait, sur un certain plan et pour une période limitée, à la vie ascétique, sans renoncer véritablement au monde. Il est clair qu'ils maintiennent un lien étroit entre laïcs et ascètes, car les uns et les autres sont animés par un même objectif et mus par le même idéal religieux.

### Les onze étapes de la vie du laïc
Le laïc qui désire atteindre les sommets élevés du progrès moral et spirituel doit se fixer des règles de vie. Pour lui permettre de progresser ainsi, sur la voie du salut, sa vie a été divisée en onze étapes (pratimâ). Celles-ci comprennent une série de devoirs et de réalisations, dont le caractère et la durée augmentent successivement, pour culminer in fine à un niveau qui ressemble à celui de l'ascète. Les étapes sont étroitement reliées aux douze vœux, elles croissent graduellement et chacune comporte les vertus pratiquées dans l'étape précédente. Ce sont comme les échelons d'une échelle; le laïc qui désire progresser spirituellement doit gravir l'échelle, marche après marche, jusqu'au sommet, qui est, pour lui, le degré de spiritualité le plus élevé.
Ces onze étapes sont les suivantes :
- 1) L'étape de la connaissance (darshana pratima). Le laïc doit avoir une foi parfaite, intelligente et bien motivée dans le jaïnisme et, pour cela, une connaissance solide de sa doctrine et de ses applications dans la vie. Il ne doit avoir de conceptions fausses à son sujet et être exempt de tout attachement aux plaisirs du monde, quels qu'ils soient.

- 2) L'étape des vœux (vrata pratimâ). Le laïc doit observer les douze vœux, dont la nature et le contenu ont été précisés plus haut, cela sans aucune transgression. Il doit également faire le vœu de sallekhanâ. Un tel laïc est appelé un vratî.

- 3) L'étape du culte (sâmâyika pratimâ). À ce stade, le laïc qui pratique les vœux de façon satisfaisante parvient à un niveau qui l'assimile temporairement à l'ascète. Il doit méditer et purifier ses sentiments et ses pensées, pendant quarante-huit minutes, trois fois par jour.

- 4) L'étape du jeûne (proshadhopavâsa pratimâ). Cette étape consiste à jeûner régulièrement, de façon générale, deux fois par quinzaine de chaque mois. Toute la période de jeûne doit être passée à prier, à étudier les écritures, à méditer et à écouter des discours religieux.

- 5) L'étape de la privation de certains aliments (sachittatyâga pratimâ). Dans cette étape, le laïc doit s'abstenir de manger des légumes qui ne sont pas cuits ou qui le sont de façon insuffisante, ainsi que des mets bourratifs, et d'en servir à d'autres. De même, il ne doit pas écraser des pousses de plantes, ou cueillir des fruits sur un arbre. Ce vœu est à la septième place, dans les écritures shvetambara. Sont également interdits, à ce stade, l'eau non bouillie et les liquides contenant du sel.

- 6) L'étape de privation de nourriture, la nuit (râtribhojana-tyâga-pratimâ). Le laïc s'abstient à cette étape de prendre la moindre nourriture, après le coucher de soleil. Cela comprend également toute boisson. Dans les écritures shvetambara cette sixième étape correspond à l'abrahma-varjana pratimâ, où le laïc non seulement ne doit pas avoir de contact sexuel, mais encore être seul avec sa femme et engager la discussion avec elle.

- 7) L'étape du célibat (brahmacharya pratimâ). À ce stade, le laïc doit observer une continence absolue, pratiquer la pureté et mettre fin à tout désir sexuel; de même, il doit s'abstenir de tout ornement personnel susceptible d'en provoquer. Dans les textes shvetambara, c'est la sixième étape qui exige des restrictions semblables.

- 8) L'étape de la cessation de l'activité (ârambha-tyâga pratimâ). Arrivée à cette phase, le laïc doit faire de nouveaux progrès. Il doit arrêter toute activité, comme le commerce, l'agriculture, les services, etc. qu'il exerçait directement ou indirectement, cela afin d'éviter l' himsâ, c'est-à-dire les dommages des êtres vivants. S'il a des enfants, il doit leur donner leur part, puis utiliser ce qui reste pour sa subsistance et pour faire la charité aux autres. Les textes shvetambara ne semblent pas lui interdire l'activité indirecte par le moyen d'agents ou de serviteurs, afin de lui permettre de vivre.

- 9) L'étape de l'abandon des attaches (parigraha-tyâga pratimâ). Cette étape est celle où le laïc doit renoncer à toute attache terrestre, telles que sa terre, sa maison, son argent, son or, son bétail, son grain, ses habits, ses ustensiles, ses serviteurs, ses servantes, etc. Même pour ce qui concerne sa nourriture, son habitation et ses vêtements, il ne doit conserver que ce qui est juste suffisant pour ses besoins personnels et il doit s'entraîner à supporter les privations liées à la vie d'ascète. C'est essentiellement une étape qui prépare à la onzième. Les Shvetambara emploient, pour cette phase, les termes de preshya-tyâga pratimâ, ce qui exige du laïc de déposer le fardeau de la vie mondaine, de réduire ses exigences, et d'entretenir son désir de délivrance finale.

- 10) L'étape du détachement absolu (anumati-tyâga pratimâ). Parvenu à ce stade, le laïc doit augmenter la rigueur de sa vie en faveur de l'ascétisme. Il doit, pour cela, abandonner toute activité et tout soucis de famille. Il ne doit éprouver aucun sentiment de goût, ou de dégoût pour la nourriture qui lui est servie, ni exprimer d'agrément ou d'opposition à propos des activités ou des fonctions exercées par les membres de sa famille.

- 11) L'étape de l'ascétisme (uddishta-tyâga pratimâ). C'est l'étape ultime de la discipline, pour le laïc. Il doit abandonner sa maison, aller dans la forêt ou dans un lieu isolé, et adopter les règles fixées pour les ascètes. Il ne peut accepter d'invitation à s'alimenter. À ce niveau, il est qualifié d' uttama shrâvaka, c'est-à-dire de parvenu au stade le plus élevé. Dans les textes shvetambara, cette étape est la dixième et la onzième est appelée shramana-bhûta pratimâ.

Les laïcs doivent ainsi procéder par étapes, suivant leurs capacités et leur environnement. Il s'ensuit que les progrès qu'ils font dépendent de leurs convictions et de leur foi personnelles dans la philosophie jaïna.
Psychologiquement, il ne peut pas y avoir de changement brutal, dans la vie, du stade des attaches matérielles à celui du renoncement complet, c'est la raison pour laquelle ces étapes, qui comportent des austérités rigoureuses, sont très pratiques et peuvent être franchies par tout aspirant. La dernière permet l'exécution de quasiment toutes les austérités prescrites et rend ainsi le laïc apte à entrer dans l'ordre des ascètes.
Ces étapes sont conçues scientifiquement et leur application est graduelle. Les marches doivent être gravies l'une après l'autre, une fois seulement que le laïc est ferme dans cette méthode du pas à pas. La montée commence avec la Foi juste et les progrès vont successivement aboutir à la pratique des règles de Conduite les plus difficiles.

### Les six devoirs quotidiens du laïc
En plus de l'observance des douze vœux et du franchissement des onze étapes, le laïc doit accomplir six devoirs quotidiens (âvashyaka). Des divergences existent sur la nomenclature de ces devoirs. D'habitude, on trouve que ce sont : l'adoration de la divinité, la vénération du précepteur, l'étude des écritures, la pratique du contrôle de soi, des austérités et des dons.
Dans de nombreux textes sacrés qui font autorité, il existe une autre série de ces devoirs. Ce sont :
- la méditation (sâmâyika),

- la vénération des vingt-quatre Jina, ou Tîrthankara, en tant que modèles (stuti ou chaturvimshati-Jina-stuti)

- le rite de la salutation avec respect des maîtres spirituels, des saints vénérables ascètes (vandanâ),

- le repentir pour toutes les transgressions, ou la récitation de formules de confession des fautes passées (pratikramana),

- l'austérité pratiquée en se tenant debout dans la posture spéciale appelée kâyotsarga (« cette posture consiste à rester debout, les pieds légèrement écartés, les bras pendants le long du corps, la tête droite, les yeux baissés. Cette attitude est celle reproduite par une majorité de statues de Jina en pieds ». Pierre Amiel[1]),

- la résolution d'éviter, à l'avenir, les pensées et les actions qui gênent l'accomplissement des devoirs essentiels, ou la récitation de formules pour la pardon des fautes futures, les abstinences de nourriture, de boisson, ou de confort (partyâkhyâna).

Pour ce qui est de cette seconde série, tandis que les écrits digambara mentionnent celle-ci dans l'ordre ci-dessus, les textes shvetambara inversent la position des deux dernières obligations.
Ces devoirs sont exigés principalement pour maintenir l'ardeur et l'enthousiasme des laïcs, dans leur combat pour leur progrès spirituel.

## Le code moral des ascètes (muni-dharma)

### La prescription de règles rigoureuses
Quand un laïc a observé, comme il convient, les règles de conduite fixées pour lui et franchi toutes les étapes détaillées plus haut, il est qualifié pour devenir un ascète. Son admission dans l'ordre monastique s'accompagne d'une cérémonie impressionnante, appelée diksha (ordination).
Une relation étroite existe entre l'ordre des laïcs et celui des ascètes, l'étape laïque étant préalable, dans de nombreux cas, à celle d'ascète à laquelle elle prépare. Du fait de cette étroite relation, on constate que les règles prescrites pour les laïcs et celles pour les ascètes ne diffèrent pas en genre, mais en degré. Ce sont les mêmes, à la seule différence, comme nous l'avons déjà dit, que tandis que les premiers les observent de façon partielle, les seconds doivent le faire de façon totale et rigoureuse. C'est pourquoi nous avons vu que les cinq vœux principaux sont des petits vœux, chez les laïcs, et des grands vœux, chez les ascètes.
L'étape ascétique comporte un renoncement complet au monde et le seul objectif, pour celui qui la franchit, consiste à concentrer toute son énergie pour obtenir le salut, la libération (moksha).
C'est à ce stade que de réels efforts doivent être accomplis pour stopper l'accès du karma, pour effacer celui qui existe, et pour parvenir au bonheur éternel (nirvâna).
Pour atteindre ce but, l'ascète doit abandonner toutes les entraves, y compris ses vêtements (« cette mesure rigoureuse ne concerne que les moines Digambara. Les moines et nonnes Shvetambara, de même que les nonnes Digambara, portent des vêtements très simples, de couleur blanche ou orange, suivant les communautés ». Pierre Amiel) et, par une longue suite de jeûnes, de mortifications, d'études et de méditations, se débarrasser des karma, et éviter que de nouveaux pénètrent dans son âme. Seule une vie monacale permet de parvenir au résultat.
Ainsi, des règles de conduite très précises sont prescrites pour les ascètes, qu'ils doivent observer sans aucune faute, et sans aucune transgression. Dans ces règles, la prééminence est évidemment donnée à celle concernant le karma.

### Les règles pour arrêter la pénétration dukarmadans l'âme
L'arrêt de la pénétration de la matière karmique dans l'âme (samvara) s'opère grâce à l'observance de trois sortes de contrôles, cinq sortes d'attentions, dix sortes de vertus, douze sortes de pensées, vingt-deux sortes de maîtrises des souffrances et cinq sortes de conduites.
- Les contrôles

L'arrivée du karma dans l'âme provient des activités du corps, de la parole et de l'esprit, aussi faut-il que les ascètes, exercent sur eux-mêmes des contrôles (gupti).
Les trois sortes de contrôles concernent la maîtrise de la nature intérieure. Il s'agit:
- du contrôle de l'esprit (mano-gupti), pour n'avoir que des pensées pures;

- du contrôle de la parole (vâg-gupti), afin de garder le silence pendant une période donnée ou de ne parler que lorsque c'est nécessaire;

- du contrôle de l'activité corporelle (kâya-gupti).

- Les attentions

Il arrive que les vœux soient transgressés par inadvertance. Aussi, un certain nombre d'attentions sont-elles prescrites, destinées à prendre l'habitude de rester vigilant, en conformité avec le principe de non-violence.
On distingue cinq sortes d'attentions (samiti) :
- l'attention concernant la marche (iryâ-samiti). Elle a pour but d'éviter de faire du mal à des êtres vivants, en marchant ;

- l'attention concernant la parole (bhâshâ-samiti). Elle est destinée à ne pas heurter la sensibilité des autres par l'emploi de mots offensants ;

- l'attention concernant la consommation des aliments (eshanâ-samiti). Elle est prescrite pour ne pas faire faute à ce sujet ;

- l'attention concernant les actions à prendre, d'utiliser, ou de poser les accessoires, tels que le pot à eau (kamandalu), le balai à plume de paon (pichchihi), les écritures (shâstra), etc. Cette attention est appelée âdâna-nikshepa samiti ;

- l'attention concernant les besoins naturels, etc. (utsarga-samiti).

Bien que ces attentions doivent être respectées strictement par les ascètes, il est également souhaitable, jusqu'à un certain degré, que les laïcs les pratiquent dans leur vie quotidienne, par exemple, en évitant de marcher sur des pousses de plantes, de laisser un récipient d'eau non couvert, d'utiliser une lumière sans protection, ce qui risquerait de brûler des insectes, etc.
Les trois sortes de contrôles et les cinq sortes d'attentions sont parfois groupées, en raison de leur caractère très important, sous le nom des « Huit Mères de la Foi » (ashta-pravacana-mâtRkâ).
- Les vertus

Le jaïnisme a toujours considéré que c'est essentiellement à cause des passions (kasâya) que l'âme assimile du karma. Aussi, prescrit-il de contrecarrer les quatre passions que sont :
- la colère (krodha),

- l'orgueil (mâna),

- la tromperie (mâya),

- et la cupidité (lobha),

en cultivant les dix vertus suprêmes (uttama dhatma) suivantes : la suprême indulgence, la suprême humilité ou sensibilité, la suprême honnêteté ou droiture, la suprême pureté, la suprême loyauté, la suprême sobriété, la suprême austérité, le suprême renoncement, le suprême détachement et la suprême chasteté.
- Les pensées

Pour posséder l'attitude religieuse nécessaire, les ascètes doivent réfléchir à douze thèmes que l'on qualifie de pensées (anupreksha). Il leur est demandé de méditer sur ces thèmes, encore et encore, toujours.
Ces thèmes sont les suivants :
- le changement (anitya). Tout est sujet à changement, tout est transitoire ;

- le manque de protection et d'aide (asharana). Par exemple: l'âme n'est pas protégée des conséquences des karma, nous ne pouvons pas échapper à la mort, etc. ;

- les contraintes terrestres (samsâra). L'âme est soumise au cycle des naissances et des morts, elle ne peut pas atteindre le bonheur sans détachement des choses de ce monde, etc. ;

- la solitude (ekatva). L'homme est seul responsable de ses actes, il en subit les conséquences ;

- l'indépendance (anyatva). Le monde, les parents, les amis, le corps, l'esprit sont tous distincts et séparés du soi véritable ;

- l'impureté (ashuci). Le corps est impur et sale, car impermanent et sujet à la dégradation ;

- la pénétration (âsrava). La pénétration des karma dans l'âme est la cause de l'existence terrestre, c'est le produit des passions ;

- l'arrêt de la pénétration (samvara). La matière karmique doit être stoppée, en pratiquant les vertus nécessaires pour cela ;

- l'élimination (nirjâra). La matière karmique doit être enlevée, ôtée de l'âme par les austérités ;

- l'univers (loka). La nature et ses éléments constitutifs, dans toute leur vaste diversité, prouvent l'insignifiance et la misérable petitesse de l'homme dans le temps et dans l'espace ;

- la rareté de la connaissance religieuse (bodhi-durlabha). La Connaissance juste est difficile à acquérir ;

- la religion (dharma). Il faut réfléchir à la vraie nature de la religion et spécialement à la triple voie de la libération, telle qu'elle a été prêchée par les Tîrthankara, les Vainqueurs.

Ces pensées sont aussi appelées réflexions (bhâvanâ). 
- La maîtrise de la souffrance

Afin de rester ferme sur la voie du salut et détruire la matière karmique, il est prescrit aux ascètes de supporter allègrement les troubles qui peuvent les perturber ou les faire souffrir. Ces épreuves, ces afflictions, par lesquelles ils doivent passer, sont appelées des souffrances (parishaha).
Les ascètes doivent ainsi faire face à vingt-deux sortes de souffrance et cela stoïquement. Ce sont: la faim, la soif, la chaleur, le froid, les piqûres d'insectes, la nudité (pour les moines Digambara uniquement), le manque de plaisir ou l'environnement désagréable, les pulsions sexuelles, la fatigue à trop marcher, l'inconfort d'être constamment assis dans une même posture, de dormir ou de se reposer sur un sol dur, la censure ou la réprimande, les blessures, la mendicité, le manque de nourriture, la maladie, les piqûres d'épines ou de brins d'herbes, la saleté et les impuretés du corps, le manque de respect, la non appréciation de l'instruction, la persistance de l'ignorance, le manque de foi ou son relâchement, par exemple: en cas d'échec dans l'obtention de pouvoirs surnaturels, même après une grande piété et de grandes austérités, le début du doute sur la vérité du jaïnisme et sur ses enseignements, etc.
Ces souffrances doivent être supportées, sans aucun sentiment de vexation, par les ascètes qui désirent vaincre ce qui est leur cause.
- Les conduites

Les ascètes doivent aussi s'efforcer d'observer cinq sortes de conduites (châritra) telles que :
- l'équanimité,

- le retour de celle-ci si elle a été oubliée,

- la pratique constante de la non-violence absolue et totale,

- l'abstention de toute passion,

- et l'attitude idéale sans emportement d'aucune sorte.

Ces conduites ont pour but d'aider les ascètes à pratiquer la discipline spirituelle.

### Les règles destinées à permettre l'élimination graduelle dukarma
En même temps qu'il leur faut stopper la pénétration de la matière karmique, les ascètes doivent s'employer à l'élimination progressive (nirjarâ) du karma existant, s'ils veulent faire des progrès sur la voie du salut. Le moyen principal pour cela, c'est de pratiquer les pénitences et les austérités (tapa) qui sont incluses dans la Conduite juste.
Ces pénitences et ces austérités sont de deux sortes: externes et internes. Les austérités externes (bâhya tapa) concernent la nourriture et les activités physiques. Les austérités internes (âbhyantara tapa) se rapportent à la discipline spirituelle. Il y en a six de chaque. 
- Les austérités externes

Les six austérités externes sont : 
- jeûner,

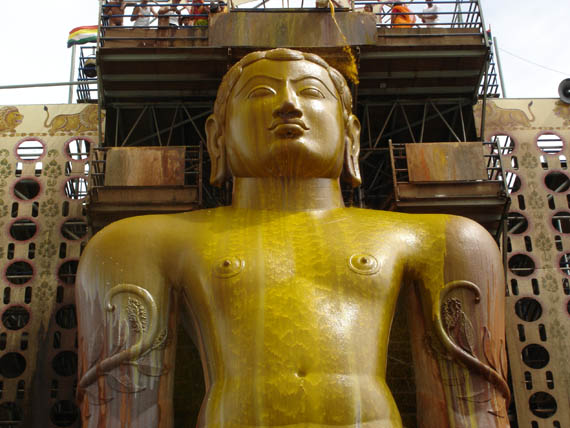
Statue de Gomateshvara ou Bahubali, recouverte d'offrande à Shravanabelagola

- manger moins que ce que l'on pense suffisant ou qu'à sa faim,

- faire le vœu mental de n'accepter de la nourriture d'un laïc que si certaines conditions sont remplies sans faire connaître ce vœu à quiconque,

- renoncer chaque jour à l'une ou à l'autre des douceurs telles  le lait, le lait caillé, le sucre, le sel ou l'huile,

- s'asseoir et dormir dans un lieu retiré où il n'y a pas d'êtres animés,

- et mortifier son corps aussi longtemps que l'esprit n'est pas dérangé.

- Les austérités internes

Les six austérités internes sont:
- la confession et le repentir des péchés,

- le respect et la modestie,

- l'assistance aux autres ascètes,

- l'étude des écritures,

- l'abandon de l'attachement au corps,

- et la concentration de l'esprit.

Ces pénitences, ou austérités externes et internes, montrent quelle vie rigoureuse de détachement de soi les ascètes ont à mener. Ils doivent maintenir leur corps avec le minimum de nourriture et le lui faire faire avec le maximum de travail, pour atteindre leur idéal spirituel.
Il y a, dans le jaïnisme, une technique élaborée du jeûne qui est enseignée à l'ascète, tout au long de sa carrière, de façon si efficace que, lorsque l'heure de sa mort arrive, il accepte le jeûne absolu et il abandonne son corps, aussi facilement que s'il s'agissait d'un vieux vêtement. L'ascète doit s'exercer constamment à jeûner, en observant des séries de jeûnes, agencées de manières diverses. 
Parmi les austérités internes, une signification spéciale est attachée à la méditation (dhyâna), parce qu'elle est considérée comme l'exercice spirituel le plus important pour faire progresser l'âme sur la voie du salut et pour détruire tous les karma.
Les sentiments, tels que l'attachement à des objets qui font du bien et le dégoût de ceux qui font du mal, doivent être abandonnés pour avoir la concentration d'esprit préalable à une méditation réussie. Il est toujours dit que la méditation pure (shukla dhyâna) conduit l'âme au salut parce que, par ce moyen, on essaye la cessation complète des activités physiques, verbales et mentales. Lorsque le stock complet de karma est épuisé, en suivant les règles de conduite prescrites par la morale jaïna, l'âme s'élance au sommet de l'univers où demeurent, pour toujours, les âmes libérées.
Il est certain que les règles de conduite et les austérités, que les ascètes jaïna doivent observer, sont extrêmement difficiles et que seule une personne préparée mentalement à une vie de renoncement peut s'engager dans cette voie. Évidemment, seul peut réussir dans celle-ci celui qui :
- est pénétrée d'une foi absolue dans la valeur de la philosophie jaïna,

- a une connaissance juste de l'âme et de ce qui n'a pas d'âme, dans tous ces aspects,

- et est prêt à mener une vie de pénitences et d'austérités rigoureuses.

### Les observances propres aux ascètes
Un ascète jaïna doit pratiquer un certain nombre d'observances propres (mûla-guna). Dans la section digambrara, qui a longuement traité de ce sujet, l'ascète doit observer les vingt-huit règles de bases suivantes, dont la rigueur augmente de façon progressive.
Ces vingt-huit règles sont : les cinq grands vœux, les cinq attentions, les cinq contrôles des sens, les six devoirs quotidiens essentiels, l'arrachage des cheveux avec ses mains périodiquement, la nudité (pour certains moines Digambara uniquement), l'interdiction de se baigner, l'obligation de dormir sur le sol dur, l'abstention de se laver les dents, l'obligation de manger debout et l'interdiction de manger plus d'une fois par jour.
Les vertus que ces règles permettent de posséder sont dites de base car, sans elles, les autres vertus de sainteté ne peuvent pas être acquises.

### Les catégories d'ascètes
Les ascètes jaïna sont divisés en différentes catégories, selon la rigueur avec laquelle ils observent les règles de la vie ascétique, et suivant leur position dans l'ordre.
Ceux qui observent les règles de conduite de la façon la plus stricte, sans jamais faire d'exception, sont dits des jinakalpî sâdhu (parce que le comportement de ces ascètes est comparable à celui des Jina). Ceux qui pratiquent les règles ascétiques sous une forme plus douce sont dits des sthavirakalpî sâdhu.
Les chefs de groupes d'ascètes s'appellent des âchârya (des maîtres), ceux qui sont chargés de l'instruction des upâdhyâya (des précepteurs), les autres sont qualifiés du simple nom de sâdhu (de moine).